# Semidalis tenuipennis
Semidalis tenuipennis is een insect uit de familie van de dwerggaasvliegen (Coniopterygidae), die tot de orde netvleugeligen (Neuroptera) behoort. 
De wetenschappelijke naam Semidalis tenuipennis is voor het eerst geldig gepubliceerd door Sziráki in 1997.